# Hemel Hempstead
Hemel Hempstead es una ciudad en Hertfordshire, Inglaterra, cuya población es de 81.143 habitantes de acuerdo al censo poblacional de 2001. Desarrollada después de la Segunda Guerra Mundial como una nueva ciudad, ha existido como asentamiento desde el siglo VIII.
Llamó la atención de la prensa en 2005 por las explosiones del 11 de diciembre.
Cada año van muchos estudiantes extranjeros a estudiar a pueblos como este a aprender el idioma.

## Ciudades hermanadas
- Neu-Isenburg

## Personas famosas
- Anthony Davidson, piloto de Fórmula 1.
- Paul Jackson, Disc Jockey (Ministry Of sound)
- Steven Wilson, guitarrista, cantante, compositor e ingeniero de sonido.